# Herrdubbel i bordtennis vid olympiska sommarspelen 2000
Herrarnas dubbeltävling i bordtennis vid olympiska sommarspelen 2000 avgjordes mellan 16 och 23 september.  Matcherna spelades i bäst av 5 set.

## Medaljörer
| Klass          | Guld                        | Silver                             | Brons                                            |
| Dubbel, herrar | Kina · Wang Liqin · Yan Sen | Kina · Liu Guoliang · Kong Linghui | Frankrike · Jean-Philippe Gatien · Patrick Chila |

## Turneringen

### Kval
| Spelades 16 september                             | Spelades 16 september | Spelades 16 september                |
| ------------------------------------------------- | --------------------- | ------------------------------------ |
| Hugo Hoyama & Carlos Kawai (BRA)                  | 2 - 0                 | David Kaci & Farid Oulami (ALG)      |
| 21-11 21-16                                       |                       |                                      |
| Brett Clarke & Jeff Plumb (AUS)                   | 2 - 0                 | Francisco Arado & Ruben Arado (CUB)  |
| 21-12 22-20                                       |                       |                                      |
| Jorge Gambra Said & Augusto Morales Marengo (CHI) | 2 - 1                 | Anton Suseno & Ismu Harinto (INA)    |
| 21-8 15-21 21-14                                  |                       |                                      |
| Todd Sweeris & David Zhuang (USA)                 | 2 - 1                 | Ashraf Helmy & El Sayed Lashin (EGY) |
| 21-10 17-21 21-18                                 |                       |                                      |

### Gruppspel

#### Grupp A
| Spelades 16 september och 18 september | Spelades 16 september och 18 september | Spelades 16 september och 18 september |
| -------------------------------------- | -------------------------------------- | -------------------------------------- |
| Damien Eloi & Christophe Legout (FRA)  | 2 - 1                                  | Johnny Huang & Kurt Liu (CAN)          |
| 11-21 22-20 21-14                      |                                        |                                        |
| Johnny Huang & Kurt Liu (CAN)          | 2 - 1                                  | Song Liu & Pablo Tabachnik (ARG)       |
| 21-12 18-21 21-15                      |                                        |                                        |
| Damien Eloi & Christophe Legout (FRA)  | 2 - 0                                  | Song Liu & Pablo Tabachnik (ARG)       |
| 21-15 21-10                            |                                        |                                        |

| Spelare                               | Vinster | Förluster |
| Damien Eloi & Christophe Legout (FRA) | 2       | 0         |
| Johnny Huang & Kurt Liu (CAN)         | 1       | 1         |
| Song Liu & Pablo Tabachnik (ARG)      | 0       | 2         |

#### Grupp B
| Spelades 16 september och 18 september | Spelades 16 september och 18 september | Spelades 16 september och 18 september  |
| -------------------------------------- | -------------------------------------- | --------------------------------------- |
| Trinko Keen & Danny Heister (NED)      | 2 - 1                                  | Nosiru Kazeem & Segun Toriola (NGR)     |
| 12-21 21-19 21-15                      |                                        |                                         |
| Trinko Keen & Danny Heister (NED)      | 2 - 0                                  | Chetan Baboor & Ramam Subramanyan (IND) |
| 21-17 21-14                            |                                        |                                         |
| Nosiru Kazeem & Segun Toriola (NGR)    | 2 - 1                                  | Chetan Baboor & Ramam Subramanyan (IND) |
| 26-24 17-21 21-18                      |                                        |                                         |

| Spelare                                 | Vinster | Förluster |
| Trinko Keen & Danny Heister (NED)       | 2       | 0         |
| Nosiru Kazeem & Segun Toriola (NGR)     | 1       | 1         |
| Chetan Baboor & Ramam Subramanyan (IND) | 0       | 2         |

#### Grupp C
| Spelades 16 september och 18 september    | Spelades 16 september och 18 september | Spelades 16 september och 18 september    |
| ----------------------------------------- | -------------------------------------- | ----------------------------------------- |
| Yuk Cheung & Chu Yan Leung (HKG)          | 2 - 1                                  | Kalinikos Kreanga & Ntaniel Tsiokas (GRE) |
| 21-14 14-21 21-14                         |                                        |                                           |
| Kalinikos Kreanga & Ntaniel Tsiokas (GRE) | 2 - 0                                  | Simon Gerada & Mark Smythe (AUS)          |
| 21-7 21-19                                |                                        |                                           |
| Yuk Cheung & Chu Yan Leung (HKG)          | 2 - 0                                  | Simon Gerada & Mark Smythe (AUS)          |
| 21-13 21-17                               |                                        |                                           |

| Spelare                                   | Vinster | Förluster |
| Yuk Cheung & Chu Yan Leung (HKG)          | 2       | 0         |
| Kalinikos Kreanga & Ntaniel Tsiokas (GRE) | 1       | 1         |
| Simon Gerada & Mark Smythe (AUS)          | 0       | 2         |

#### Grupp D
| Spelades 16 september och 18 september    | Spelades 16 september och 18 september | Spelades 16 september och 18 september    |
| ----------------------------------------- | -------------------------------------- | ----------------------------------------- |
| Michael Maze & Finn Tugwell (DEN)         | 2 - 0                                  | Yinghua Cheng & Khoa Nguyen (USA)         |
| 21-12 21-7                                |                                        |                                           |
| Koji Matsushita & Hiroshi Shibutani (JPN) | 2 - 0                                  | Yinghua Cheng & Khoa Nguyen (USA)         |
| 21-8 21-13                                |                                        |                                           |
| Michael Maze & Finn Tugwell (DEN)         | 2 - 0                                  | Koji Matsushita & Hiroshi Shibutani (JPN) |
| 21-13 21-10                               |                                        |                                           |

| Spelare                                   | Vinster | Förluster |
| Michael Maze & Finn Tugwell (DEN)         | 2       | 0         |
| Koji Matsushita & Hiroshi Shibutani (JPN) | 1       | 1         |
| Yinghua Cheng & Khoa Nguyen (USA)         | 0       | 2         |

#### Grupp E
| Spelades 16 september och 18 september   | Spelades 16 september och 18 september | Spelades 16 september och 18 september            |
| ---------------------------------------- | -------------------------------------- | ------------------------------------------------- |
| Seiko Iseki & Toshio Tasaki (JPN)        | 2 - 0                                  | Jean-Michel Saive & Philippe Saive (BEL)          |
| 21-10 21-11                              |                                        |                                                   |
| Jean-Michel Saive & Philippe Saive (BEL) | 2 - 0                                  | Jorge Gambra Said & Augusto Morales Marengo (CHI) |
| 21-18 21-14                              |                                        |                                                   |
| Seiko Iseki & Toshio Tasaki (JPN)        | 2 - 0                                  | Jorge Gambra Said & Augusto Morales Marengo (AUS) |
| 21-10 21-8                               |                                        |                                                   |

| Spelare                                           | Vinster | Förluster |
| Seiko Iseki & Toshio Tasaki (JPN)                 | 2       | 0         |
| Jean-Michel Saive & Philippe Saive (BEL)          | 1       | 1         |
| Jorge Gambra Said & Augusto Morales Marengo (CHI) | 0       | 2         |

#### Grupp F
| Spelades 16 september och 18 september      | Spelades 16 september och 18 september | Spelades 16 september och 18 september      |
| ------------------------------------------- | -------------------------------------- | ------------------------------------------- |
| Fredrik Håkansson & Peter Karlsson (SWE)    | 2 - 1                                  | Todd Sweeris & David Zhuang (USA)           |
| 14-21 21-10 21-9                            |                                        |                                             |
| Fredrik Håkansson & Peter Karlsson (SWE)    | 2 - 0                                  | Vladimir Samsonov & Evgeny Shchetinin (BLR) |
| 25-23 21-18                                 |                                        |                                             |
| Vladimir Samsonov & Evgeny Shchetinin (BLR) | 2 - 0                                  | Todd Sweeris & David Zhuang (USA)           |
| 21-14 21-18                                 |                                        |                                             |

| Spelare                                     | Vinster | Förluster |
| Fredrik Håkansson & Peter Karlsson (SWE)    | 2       | 0         |
| Vladimir Samsonov & Evgeny Shchetinin (BLR) | 1       | 1         |
| Todd Sweeris & David Zhuang (USA)           | 0       | 2         |

#### Grupp G
| Spelades 16 september och 18 september      | Spelades 16 september och 18 september | Spelades 16 september och 18 september |
| ------------------------------------------- | -------------------------------------- | -------------------------------------- |
| Lucjan Blaszczyk & Tomasz Krzeszewski (POL) | 2 - 0                                  | Petr Korbel & Josef Plachy (CZE)       |
| 21-11 21-18                                 |                                        |                                        |
| Hugo Hoyama & Carlos Kawai (BRA)            | 2 - 0                                  | Petr Korbel & Josef Plachy (CZE)       |
| 21-17 21-17                                 |                                        |                                        |
| Lucjan Blaszczyk & Tomasz Krzeszewski (POL) | 2 - 0                                  | Hugo Hoyama & Carlos Kawai (BRA)       |
| 21-13 21-15                                 |                                        |                                        |

| Spelare                                     | Vinster | Förluster |
| Lucjan Blaszczyk & Tomasz Krzeszewski (POL) | 2       | 0         |
| Hugo Hoyama & Carlos Kawai (BRA)            | 1       | 1         |
| Petr Korbel & Josef Plachy (CZE)            | 0       | 2         |

#### Grupp H
| Spelades 16 september och 18 september  | Spelades 16 september och 18 september | Spelades 16 september och 18 september |
| --------------------------------------- | -------------------------------------- | -------------------------------------- |
| Slobodan Grujic & Ilija Lupulesku (YUG) | 2 - 0                                  | Brett Clarke & Jeff Plumb (AUS)        |
| 21-8 21-7                               |                                        |                                        |
| Timo Boll & Jörg Rosskopf (GER)         | 2 - 0                                  | Brett Clarke & Jeff Plumb (AUS)        |
| 21-10 21-10                             |                                        |                                        |
| Slobodan Grujic & Ilija Lupulesku (YUG) | 2 - 0                                  | Timo Boll & Jörg Rosskopf (GER)        |
| 21-18 21-18                             |                                        |                                        |

| Par                                     | Vinster | Förluster |
| Slobodan Grujic & Ilija Lupulesku (YUG) | 2       | 0         |
| Timo Boll & Jörg Rosskopf (GER)         | 1       | 1         |
| Brett Clarke & Jeff Plumb (AUS)         | 0       | 2         |

### Andra omgången
Paren i den högra kolumnen stod över första omgången.
| Spelades 20 september                       | Spelades 20 september | Spelades 20 september                      |
| ------------------------------------------- | --------------------- | ------------------------------------------ |
| Lucjan Blaszczyk & Tomasz Krzeszewski (POL) | 2 - 3                 | Liu Guoliang & Kong Linghui (CHN)          |
| 16-21 21-12 21-19 18-21 18-21               |                       |                                            |
| Slobodan Grujic & Ilija Lupulesku (YUG)     | 0 - 3                 | Taek-Soo Kim & Sang-Eun Oh (KOR)           |
| 18-21 18-21 13-21                           |                       |                                            |
| Trinko Keen & Danny Heister (NED)           | 0 - 3                 | Karl Jindrak & Werner Schlager (AUT)       |
| 20-22 14-21 17-21                           |                       |                                            |
| Fredrik Håkansson & Peter Karlsson (SWE)    | 1 - 3                 | Patrick Chila & Jean-Phillipe Gatien (FRA) |
| 17-21 21-10 11-21 18-21                     |                       |                                            |
| Michael Maze & Finn Tugwell (DEN)           | 0 - 3                 | Yen-Shu Chang & Peng-Lung Chiang (TPE)     |
| 19-21 15-21 20-22                           |                       |                                            |
| Yuk Cheung & Chu Yan Leung (HKG)            | 2 - 3                 | Chul-Seung Lee & Seung-Min Yoo (KOR)       |
| 21-16 16-21 21-19 9-21 15-21                |                       |                                            |
| Damien Eloi & Christophe Legout (FRA)       | 3 - 0                 | Jan-Ove Waldner & Jörgen Persson (SWE)     |
| 21-18 23-21 21-18                           |                       |                                            |
| Seiko Iseki & Toshio Tasaki (JPN)           | 0 - 3                 | Wang Liqin & Yan Sen (CHN)                 |
| 21-18 21-16 21-6                            |                       |                                            |

### Kvartsfinaler
| Spelades 21 september                      | Spelades 21 september | Spelades 21 september                  |
| ------------------------------------------ | --------------------- | -------------------------------------- |
| Liu Guoliang & Kong Linghui (CHN)          | 3 - 1                 | Taek-Soo Kim & Sang-Eun Oh (KOR)       |
| 21-18 21-9 10-21 21-10                     |                       |                                        |
| Patrick Chila & Jean-Phillipe Gatien (FRA) | 3 - 2                 | Karl Jindrak & Werner Schlager (AUT)   |
| 15-21 19-21 21-19 21-17 22-20              |                       |                                        |
| Chul-Seung Lee & Seung-Min Yoo (KOR)       | 3 - 2                 | Yen-Shu Chang & Peng-Lung Chiang (TPE) |
| 13-21 21-15 10-21 23-21 21-18              |                       |                                        |
| Wang Liqin & Yan Sen (CHN)                 | 3 - 0                 | Damien Eloi & Christophe Legout (FRA)  |
| 21-6 21-13 21-19                           |                       |                                        |

### Semifinaler
| Spelades 22 september             | Spelades 22 september | Spelades 22 september                      |
| --------------------------------- | --------------------- | ------------------------------------------ |
| Liu Guoliang & Kong Linghui (CHN) | 3 - 1                 | Patrick Chila & Jean-Phillipe Gatien (FRA) |
| 21-12 22-24 21-10 21-10           |                       |                                            |
| Wang Liqin & Yan Sen (CHN)        | 3 - 1                 | Chul-Seung Lee & Seung-Min Yoo (KOR)       |
| 21-12 21-19 17-21 21-18           |                       |                                            |

### Bronsmatch
| Spelades 23 september                      | Spelades 23 september | Spelades 23 september                |
| ------------------------------------------ | --------------------- | ------------------------------------ |
| Patrick Chila & Jean-Phillipe Gatien (FRA) | 3 - 1                 | Chul-Seung Lee & Seung-Min Yoo (KOR) |
| 22-20 21-23 21-19 21-10                    |                       |                                      |

### Final
| Spelades 23 september      | Spelades 23 september | Spelades 23 september             |
| -------------------------- | --------------------- | --------------------------------- |
| Wang Liqin & Yan Sen (CHN) | 3 - 1                 | Liu Guoliang & Kong Linghui (CHN) |
| 22-20 17-21 21-19 21-18    |                       |                                   |